# Jarosław Wałęsa
Jarosław Leszek Wałęsa (Gdańsk; 13 de Setembro de 1976 — ) é um político da Polónia. Ele foi eleito para a Sejm em 25 de Setembro de 2005 com 14709 votos em 25 no distrito de Gdańsk, candidato pelas listas do partido Platforma Obywatelska.